# Earthshock
Earthshock (Secousse de Terre) est le cent-vingt-et-unième épisode de la première série de la série télévisée britannique de science-fiction Doctor Who. Cet épisode, qui fut originellement diffusé sur la BBC en quatre parties du 8 au 16 mars 1982, marque le retour des Cybermen et le départ d'Adric, incarné par Matthew Waterhouse.

## Accroche
Ayant atterri sur Terre au XXVIe siècle, le Docteur, Adric, Nyssa et Tegan viennent en aide à une patrouille de soldats qui enquêtent sur la disparition d'une équipe de scientifiques dans un réseau de grottes. Le Docteur découvre que les meurtriers sont des androïdes servant les Cybermen.

## Distribution
- Peter Davison — Le Docteur
- Matthew Waterhouse  — Adric
- Sarah Sutton — Nyssa
- Janet Fielding — Tegan Jovanka
- James Warwick — Scott
- Clare Clifford — Kyle
- Steve Morley — Walters
- Suzi Arden — Snyder
- Ann Holloway — Mitchell
- Anne Clements, Mark Straker — Soldats
- Beryl Reid — Briggs
- June Bland — Berger
- Alec Sabin — Ringway
- Mark Fletcher, Christopher Whittingham — Membres d'équipage
- David Banks — Le Cyber Leader
- Mark Hardy — Le Cyber Lieutenant

## Résumé
Alors que le TARDIS arrive sur la Terre au XXVIe siècle, Adric explique que le Docteur lui accorde moins d'attention et de crédit que Nyssa ou Tegan et qu'il souhaite revenir sur Terradon. Cette planète se trouvant dans un autre univers, le Docteur explique que c'est impossible. Laissant Adric seul, le Docteur et le reste de l'équipe explorent les séries de cavernes à l'intérieur desquelles ils se sont posés. Ils tombent alors sur une expédition menée par le lieutenant Scott et ses hommes, partis à la recherche d'une équipe scientifique disparue. Scott accuse le Docteur d'être à l'origine de leur disparition et alors qu'ils tentent de rechercher les corps, ils se font attaquer par deux androïdes. Le Docteur arrive à les stopper, avec l'aide d'Adric ressorti du TARDIS, mais ceux-ci semblent commandés par une équipe de Cybermen. Ceux-ci reconnaissent le TARDIS et déduisent que son propriétaire n'est autre que le Docteur, leur vieil ennemi, dans une nouvelle régénération.
Alors qu'il fouille dans les murs, le Docteur découvre une bombe surpuissante capable de détruire la planète. Il demande à Nyssa et Tegan de ramener tout le monde en sécurité dans le TARDIS, pendant qu'il réussit à la désactiver avec l'aide d'Adric. Le Docteur réussit aussi à capter un signal envoyé par la bombe, amenant vers un vaisseau spatial situé à l'extérieur du système solaire. Il réussit à faire atterrir le TARDIS à l'intérieur et ordonne que tout le monde reste à l'intérieur pendant qu'il partira en exploration avec Adric. Tous deux se font toutefois capturer par l'équipage du vaisseau et sont soupçonnés du meurtre de deux hommes. Au moment où le Docteur et Adric sont amenés face au Capitaine de ce vaisseau, Briggs, les Cybermen, qui se cachaient dans un container décident de prendre le contrôle du vaisseau. Alors que Tegan, Scott et une partie de l'équipage tentent de les contrer, ils sont trahis par Ringway, l'officier de sécurité de Brigg qui œuvrait en double agent pour les Cybermen. Tegan est capturée.
Le pont du vaisseau est pris et le Cyber-Leader révèle au Docteur qu'il a empêché leur plan initial, consistant à détruire la planète lors de la visite de grands dignitaires de l'univers, présents pour mener une alliance interstellaire contre eux. Ils pensent néanmoins être capables de détruire la Terre en provoquant un crash du vaisseau, propulsé par de la matière noire, sur la planète. Tegan prise en otage, le Cyber-Leader pousse le Docteur à utiliser le TARDIS afin de sortir du vaisseau, laissant Adric, Briggs et les autres hommes d'équipage dans un vaisseau. Ayant appris que l'or est fatal aux Cybermen, Adric réussit à donner au Docteur son badge d'excellence mathématique en or.
Sur le pont du vaisseau, Adric réussit à décrypter le code du verrou des Cybermen et provoque une anomalie qui cause un retour dans le temps, près de 65 millions d'années en arrière. Observant cet effet depuis le TARDIS, le Docteur se rend compte que le vaisseau est en réalité la météorite qui a provoqué l'extinction des dinosaures. Il réussit peu de temps après à neutraliser le Cyber Leader en utilisant le badge d'Adric. Alors que Briggs, Scott et le reste de l'équipage s'enfuient dans une capsule de sauvetage, Adric reste sur le pont du vaisseau. Le Docteur tente de le récupérer en matérialisant le TARDIS dans le vaisseau, mais les contrôles ont été endommagés dans la bataille et le Docteur et ses compagnons voient Adric mourir dans l'explosion du vaisseau.

### Continuité
- Au début de l'épisode, le Docteur lit Black Orchid le livre de botanique qu'on lui a donné à la fin de l'épisode précédent.
- Adric parle de retourner sur la planète Terradon (« Full Circle ») mais le Docteur estime qu'il faut retourner dans l'E-space (à la suite des événements de « Logopolis » et que cela est dangereux. Ils évoquent aussi le départ de Romana (« Warriors' Gate »)
- C'est la première fois qu'un compagnon meurt depuis Katarina et Sara Kingdom dans « The Daleks' Master Plan » en 1965.
- Lorsque les Cybermen tentent de savoir qui est le Docteur, on peut voir les visages du premier Docteur (« The Tenth Planet ») du second Docteur (« The Wheel in Space ») et du quatrième (« Revenge of the Cybermen »)
- On retrouve l'allergie à l'or qu'auraient les Cybermen, évoquée dans « Revenge of the Cybermen » et ceux-ci sont contrés par le badge qu'Adric gagne au début de « Full Circle »
- Certains fans ont estimé que l'épisode était incohérent avec le concept de « grâce temporelle » introduite dans « The Hand of Fear » qui empêche les armes à feu de marcher dans le TARDIS. Dans "Arc Of Infinity" Nyssa demande pourquoi la grâce temporelle ne fonctionnait pas, ce a quoi le Docteur répond élusivement "personne n'est parfait". Dans « Allons tuer Hitler », le 11e Docteur avouera que la « grâce temporelle » n'est qu'un mensonge.
- Une pièce radiophonique « The Boy That Time Forgot » change le destin d'Adric.